# Lophostola
Lophostola là một chi bướm đêm thuộc họ Geometridae.